# Lola Aronovich
Dolores Aronovich Aguero, mais conhecida como Lola Aronovich (Buenos Aires, 6 de junho de 1967), é uma professora universitária, blogueira, pedagoga e ativista feminista argentina, naturalizada brasileira.
É docente da Universidade Federal do Ceará (UFC), onde integra os quadros do Departamento de Estudos da Língua Inglesa, suas Literaturas e Tradução. Sua pesquisa é focada em literatura inglesa, cinema e questões de gênero.
Desde 2008 publica um blog chamado Escreva, Lola, Escreva, no qual trata de temas como machismo, misoginia, homofobia e racismo.
Em 2021 recebeu o título de cidadã cearense do governador do Ceará.

## Formação e carreira
Dolores Aronovich cursou publicidade e propaganda na Fundação Armando Álvares Penteado (FAAP), de 1986 a 1988, não concluindo o curso. Formou-se em pedagogia pela Associação Catarinense de Ensino em 2002. Concluiu especialização em letras na Universidade da Região de Joinville em 1998. Pela Universidade Federal de Santa Catarina (UFSC), tornou-se mestre em letras em 2005 e doutora em 2009.
Trabalhou no jornal A Notícia como crítica de cinema e cronista de 1998 até 2008, tendo sido também colunista entre 2007 e 2012.
É professora adjunta da Universidade Federal do Ceará (UFC) desde 2010.

## Ativismo digital

### Escreva Lola Escreva
Aronovich criou em 2008 o blog Escreva Lola Escreva, onde publica textos autorais e de convidados. Com 260 mil acessos mensais, a página acabou por se tornar uma das referências do movimento feminista no Brasil. Dedicado a crônicas sobre cinema e feminismo, com o tempo passou a abordar também temas como racismo, homofobia, direitos humanos, análise da publicidade e mídias de massa, aceitação do corpo e gordofobia.
No início de outubro de 2015, Aronovich foi alvo de uma campanha de difamação digital, quando foi criado em seu nome um site que pregava o discurso de ódio e que atribuía à professora a defesa de infanticídio de meninos, a queima de bíblias e a venda de medicação para a realização de abortos, entre outros crimes. O site falso foi retirado do ar. A ativista recebe ameaças de morte e estupro com frequência por conta do seu trabalho pela igualdade de gênero.
Em abril de 2016, cartazes foram espalhados pela Universidade Federal do Rio Grande do Sul (UFRGS) contra o feminismo usando imagens da Lola como ilustração.

### Publicidade
Acerca da publicidade brasileira, afirmou em entrevista à Agência Brasil que esta "não acompanhou a escalada da escolarização feminina, a ascensão no mercado de trabalho e as mudanças no perfil da família brasileira. Os avanços pouco modificaram os hábitos familiares: as tarefas domésticas continuam recaindo, na maioria das vezes, sobre as mulheres. Isso mudou pouco. [...] a publicidade mostra produtos de limpeza, domésticos, em geral, sendo usados com prazer pela  mulher, que sempre aparece sorrindo, limpinha, mesmo que para muitas as tarefas domésticas não sejam tão realizadoras." Segundo Lola, "pesa a situação de o mercado publicitário ser comandado majoritariamente por homens. Há poucas mulheres na área de criação, situação que não é exclusiva do Brasil. Tal fato, a seu ver, se reflete na maneira como a mulher é retratada na publicidade. Ou está se fingindo que não vê, ou não gostam das mudanças conquistadas".

### Ataques
Por seu trabalho, Aronovich tem sofrido inúmeros ataques virtuais e ameaças de agressão e morte. O ativismo e as denúncias feitas por ela levaram à prisão de alguns dos agressores, inclusive do cracker Marcelo Valle Silveira Mello, e resultaram em 2018 na aprovação pelo Congresso Nacional da chamada Lei Lola (Lei nº 13.642/2018), que atribuiu à Polícia Federal a responsabilidade pela investigação de conteúdos misóginos na internet.
Em 2020, Lola Aronovich recebeu fotografias da frente da casa dela por e-mail e ligações telefônicas de um homem que afirmava que iria matar ela e o marido no dia 30 de dezembro. As informações foram divulgadas pela própria vítima, por meio das redes sociais. Conforme Lola, ela enviou o e-mail com as ameaças à Polícia Federal e solicitou um protocolo.
Em outubro de 2021, Lola publicou em seu Twitter que iria recorrer de uma decisão judicial que a condenou a pagar o valor de 2,5 mil reais de indenização para um homem que ela acusou de ser estuprador.

## Livros
- Aronovich, Lola. Escreva Lola Escreva. [S.l.]: Com-Arte. ISBN 8571661367